# Келесирія

Келесирія (позначена зеленим кольором)

Келесирія (дав.-гр. Κοίλη Συρία, латиніз. Koílē Syría, дос. «Порожниста Сирія»; лат. Coele Syria також Syria Coele) — історична область на півдні Ліванту, розташована у долині Бекаа між хребтами Ліван та Антиліван. Зрошується річками Ель-Азі (стародавній Оронт) та Ель-Літані (Леонт).

## Історія
З часів війн діадохів назва Келесирія була поширена на Палестину й Фінікію, які тривалий час були предметом суперечок між Птолемеями та Селевкідами. За римського імператора Септимія Севера 194 року Келесирія стала окремою провінцією, що розташовувалась у північній частині колишньої провінції Сирія.